# Vulkan
Vulkan és una interfície de programació d'aplicacions multiplataforma amb poca sobrecàrrega, és un estàndard de codi obert per a gràfics i computació 2D i 3D. Vulkan s'enfoca en aplicacions de gràfics 3D en temps real d'alt rendiment, com ara videojocs i mitjans interactius. En contrast amb les antigues API OpenGL i Direct3D 11, Vulkan té la intenció d'oferir un major rendiment i un ús més equilibrat entre CPU i GPU. Proporciona una API que consumeix menys recursos i ofereix tasques paral·leles per a l'aplicació, comparable a Metal i Direct3D 12. Vulkan fou dissenyat per permetre als desenvolupadors distribuir millor el treball entre múltiples nuclis de CPU.

## Història
Va ser anunciada per primera vegada el 2014 i àmpliament difosa a la GDC de 2015 per Khronos Group. Inicialment, va ser presentada per Khronos com "la iniciativa OpenGL de propera generació", però després el nom va ser descartat, quedant Vulkan com a definitiu. Vulkan està basat en Mantle, una altra API de l'empresa AMD, el codi del qual va ser cedit a Khronos amb la intenció de generar un estàndard obert similar a OpenGL, però de baix nivell. A finals de març de 2020 es va fer públic el suport de traçat de raigs accelerat per hardware de Vulkan.

### Vulkan 1.3
El 25 de gener de 2022, Vulkan 1.3 fou llançat. La tercera actualització important de l'API integrava extensions traslladades al nucli. Es va introduir un nou concepte de perfils definits. El primer perfil oficial és la línia base de Google 2021 que s'espera que es trobi en la gran majoria dels dispositius Android no només per a dispositius moderns sinó per a molts dispositius Android antics.